# تصنيف السباحة لذوي الاحتياجات الخاصة
تصنيف السباحة لذوي الاحتياجات الخاصة هو نظام تصنيف قائم على الأداء الوظيفي ومصمم للسماح بمنافسات عادلة في السباحة لذوي الاحتياجات الخاصة. تبدأ الفئات بالحرف "S" لسباقات السباحة الحرة والفراشة والسباحة على الظهر، و"SB" لسباقات سباحة الصدر و"SM" لسباقات السباحة الفردية المتنوعة. يُقسَّم السباحين ذوي الإعاقات الجسدية إلى عشر فئات بناءً على درجة إعاقتهم الوظيفية: S1 وS2 وS3 وS4 وS5 وS6 وS7 وS8 وS9 وS10. يشير الرقم الأقل إلى درجة أكبر من الإعاقة. بالنسبة للأشخاص ذوي الإعاقات البصرية فتخصص لهم الفئات S11 وS12 وS13. أما الفئة S15 فمخصصة للرياضيين الذين يعانون من فقدان السمع. وقد تحجز فئات إضافية للسباحين ذوي الإعاقة الذهنية: S14، وS18 للسباحين المصابين بمتلازمة داون أو إعاقة ذهنية من الفئة S14 مقترنة بإعاقة جسدية، وS19 للسباحين المصابين بالتوحد.
كانت السباحة واحدة من أوائل الرياضات المنظَّمة المخصصة للأشخاص ذوي الاحتياجات الخاصة، حيث كان التنافس فيها في أول دورة للألعاب البارالمبية الصيفية في عام 1960. وكانت مسؤولية وضع قواعد هذه الرياضة والموافقة على التصنيفات تقع على عاتق الاتحاد الدولي للسباحة (FINA) حتى عام 1992، عندما تولت اللجنة البارالمبية الدولية مسؤولية إدارة تصنيف السباحين. اعتبارًا من عام 2012، أصبح بإمكان الأشخاص ذوي الإعاقات البصرية والجسدية والذهنية المنافسة في هذه الرياضة. كان نظام التصنيف يعتمد في الأصل على المعايير الطبية، لكنه انتقل لاحقًا ليكون معتمدًا بشكل كبير على الإعاقة الوظيفية، وذلك لجعل السباحة لذوي الاحتياجات الخاصة أكثر تنافسية. وتتجه الرياضة نحو نظام تصنيف قائم على الأدلة.

## التعريف
يعتمد تصنيف السباحة لذوي الاحتياجات الخاصة على نظام تُقيَّم فيه المعايير الوظيفية. يمكن للرياضيين الذين يعانون من إعاقات جسدية مختلفة التنافس في نفس الفئة طالما كانت إعاقاتهم الوظيفية متشابهة.  في السباحة، يُؤثر بتر الذراعين أسفل الكوع بشكل كبير على القدرة الوظيفية. ونتيجة لذلك، تختلف تصنيفات السباحة عن تصنيفات ألعاب القوى.  يُقسَّم السباحين إلى عشرة فئات بناءً على درجة الإعاقة الوظيفية: S1 وS2 وS3 وS4 وS5 وS6 وS7 وS8 وS9 و S10 . الأكثر تأثرًا يكونون في الفئة S1؛ حيث يستخدم هؤلاء السباحون عادةً الكراسي المتحركة خارج المسبح. تخصص الفئات التي تبدأ بالحرف "S" لفعاليات السباحة الحرة والفراشة والظهر ، في حين الفئات التي تبدأ ب"SB" مخصصة لفعاليات سباحة الصدر، وتخصص الفئات التي تبدأ بالحرف "SM" لفعاليات السباحة الفردية المتنوعة .  ويرجع ذلك إلى أن أنماط السباحة المختلفة تتطلب استخدام مجموعات عضلية مختلفة. على سبيل المثال، تلعب اليد والورك دورًا حاسمًا في سباحة الصدر.  وبسبب ذلك، قد يتنافس السباح في فئة واحدة لنمط سباحة معين وفئة مختلفة لنمط آخر.  وهذا يعني أيضًا أن السباحين المصابين بالشلل الدماغي وإصابات النخاع الشوكي ونقص الأطراف قد يتنافسون ضد بعضهم البعض.  بالنسبة للتتابع الفردي، فإن الفئة المخصصة هي متوسط الفئات المخصصة لكل نمط سباحة فردية (مقربة إلى أقرب عدد صحيح مع تقريب الأرقام التي تنتهي بـ .5 للأعلى).
هناك ثلاث فئات إضافية، S11 و S12 و S13 ، للسباحين ضعاف البصر. يشير الرقم الأقل إلى درجة أكبر من الإعاقة: السباحون من الفئة S11 مكفوفين أو شبه مكفوفين، ويتنافسون وهم يرتدون نظارات سوداء.  لدى كل واحد منهم "مُرشد" يستخدم عمودًا أو "مُدقِّقًا" لتحذير السباح عند اقترابه من نهاية المسبح.  تعتمد التصنيفات البصرية على التصنيف الطبي، وليس على القدرة على الحركة الوظيفية.  هناك فئة أخرى، S14 ، مخصصة للسباحين ذوي الإعاقة الذهنية.  لم تكن هذه الفئة مطروحة للمنافسة في دورة الألعاب البارالمبية الصيفية لعام 2004 و2008 بعد أن ألغت اللجنة البارالمبية الدولية جميع فعاليات الإعاقة الذهنية في أعقاب الجدل حول كرة السلة في دورة الألعاب البارالمبية الصيفية لعام 2000 ،  ولكن أعيدت للمنافسة في دورة الألعاب البارالمبية الصيفية لعام 2012. 
تعتمد القواعد العامة للسباحة البارالمبية على القواعد المخصصة للمتنافسين الأصحاء.  القواعد المتعلقة بأنماط السباحة، والانعطافات، ومدة بقاء السباحين تحت الماء مشابهة لتلك المستخدمة في الألعاب الأولمبية.  وتُقام الفعاليات في حوض سباحة قياسي يبلغ طوله 50 مترًا.  يمكن للسباحين القفز من الحافة أو البدء من الماء. لا يجوز للسباحين استخدام أي تقنيات مساعدة أثناء المنافسة.
الفئة الأخيرة، S15 ، مخصصة للرياضيين الذين يعانون من فقدان السمع. تؤثر هذه الإعاقة على قدرتهم السمعية، ولكن ليس بالضرورة على أدائهم الوظيفي في السباحة.

### المعرض

تصور الحركة الوظيفية لمنافس الفئة S1
تصور الحركة الوظيفية لمنافس الفئة S2
تصور الحركة الوظيفية لمنافس الفئة S3
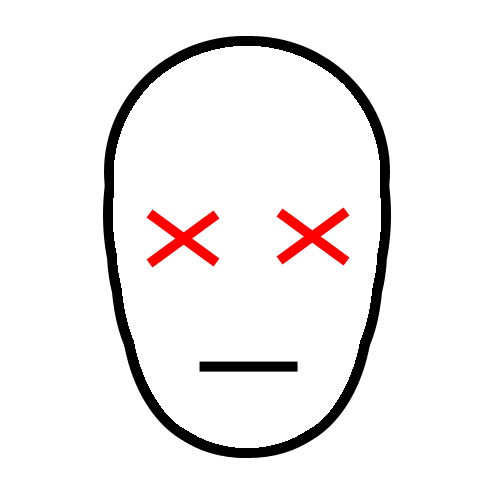
تصور الرؤية الوظيفية لمنافس الفئة S11
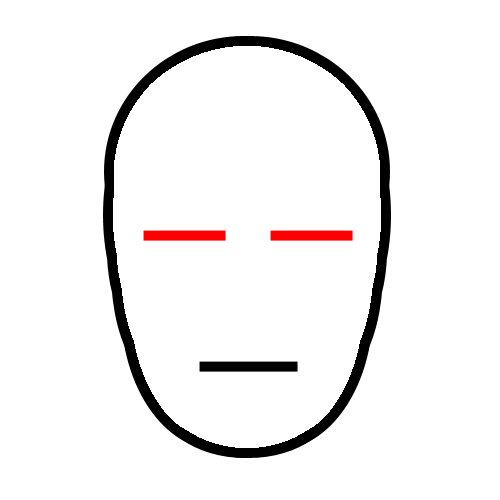
تصور الرؤية الوظيفية لمنافس الفئة S12
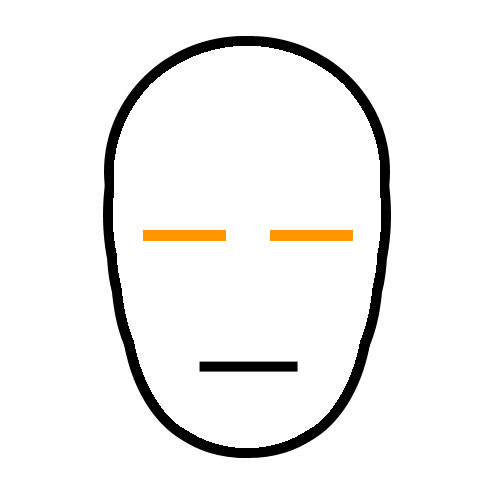
تصور الرؤية الوظيفية لمنافس الفئة S13
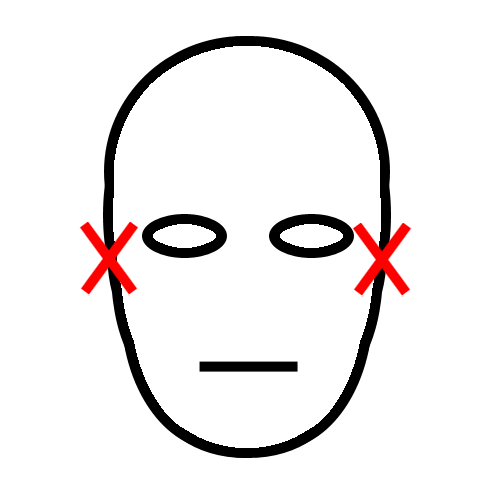
تصور السمع الوظيفي لمنافس الفئة S15